# Wanderer W 6
Der Wanderer W 6 6/18 PS ist ein Pkw der unteren Mittelklasse, den die Wanderer-Werke 1921 als Ergänzung zum Kleinwagen Puppchen herausbrachten.
Das Fahrzeug hatte einen vorn eingebauten 4-Zylinder-OHV-Reihenmotor mit 1,55 Liter Hubraum und einer Leistung von 18 PS. Über ein 4-Gang-Getriebe mit Schalthebel innen rechts trieb er die Hinterräder an. Die Wagen hatten einen U-Profilrahmen sowie blattgefederte Starrachsen und waren als offene Tourenwagen oder Limousinen (Innenlenker) verfügbar.
1923 erschien ein überarbeitetes Modell unter dem Namen Wanderer W 9 6/24 PS. Sein Motor mit gleichem Hubraum leistete nun 24 PS. Der Schalthebel war in die Wagenmitte verlegt.
1926 wurde die Baureihe nach ca. 2000 Exemplaren vom Modell W 10 abgelöst.

## Technische Daten im Vergleich
|                       | W 6 (6/18 PS)                     | W 9 (6/24 PS)                     |
| --------------------- | --------------------------------- | --------------------------------- |
| Bauzeitraum           | 1921–1923                         | 1923–1925                         |
| Aufbauten             | T4, L4                            | T4, L4                            |
| Motor                 | 4-Zylinder-Viertaktmotor in Reihe | 4-Zylinder-Viertaktmotor in Reihe |
| Ventilsteuerung       | obengesteuert (OHV)               | obengesteuert (OHV)               |
| Bohrung × Hub         | 67 mm × 110 mm                    | 67 mm × 110 mm                    |
| Hubraum               | 1551 cm³                          | 1551 cm³                          |
| Nennleistung          | 18 PS (13,2 kW)                   | 24 PS (17,7 kW)                   |
| Verbrauch             | 9 l/100 km                        | 9,5 l/100 km                      |
| Höchstgeschwindigkeit | 80 km/h                           | 85 km/h                           |
| Leergewicht           | 950 kg                            | 950 kg                            |
| zul. Gesamtgewicht    | 1350 kg                           | 1350 kg                           |
| Elektrik              | 12 Volt                           | 12 Volt                           |
| Länge                 | 3850 mm                           | 3850 mm                           |
| Breite                | 1390 mm                           | 1390 mm                           |
| Höhe                  | 1420 mm                           | 1420 mm                           |
| Radstand              | 2750 mm                           | 2750 mm                           |
| Spur vorn/hinten      | 1180 mm/1180 mm                   | 1180 mm/1180 mm                   |

- T4 = 4-sitziger Tourenwagen
- L4 = 4-türige Limousine